# Plunderer
Plunderer（プランダラ）は、伊藤美来の楽曲。6枚目のシングルとして2020年2月12日に日本コロムビアから発売された。2020年1月よりTOKYO MXなどで放送のテレビアニメ『プランダラ』の第1クールオープニングテーマとしても起用されている。

## 音楽性・歌詞
タイトルである「Plunderer」には略奪者という意味がある。このタイトルに関して伊藤は、「自分の運命は自分で掴み取っていく」と言う意味の込められたPlundererであると解釈をした。強い意志を持った女性像や母性といった包み込むようなイメージを意識した作品。
これまでの伊藤の楽曲にはないアップテンポな曲調で、かっこよさの中に儚さや希望があると伊藤は感じた。
歌詞の中にはタイアップしているテレビアニメ「プランダラ」のキーワードである「星」や「数える」といった単語が現れ、作品の世界観をイメージしたものになっている。

## 制作・レコーディング
オープニングテーマらしい疾走感はありながらも、「プランダラ」のポップな部分とシリアスな部分が混在した作品の世界観を感じられる作品を目指して制作された。プランダラを踏襲しながらも、伊藤のアーティスト楽曲像の軸がぶれないようにバランスが考えられながら制作された。
レコーディングとプリプロダクションには作詞の許瑛子も加わった。許からは歌い方などへの指示はなかったが、歌詞の世界観や、「全体を俯瞰しで見ているようなイメージ」といったことが伝えられた。許のアドバイスをもとに、ストーリーテラーに徹して歌うことが決まった。表現するための手段として、地声とファルセットを頻繁に切り替えながら歌う事になったが、一つ一つのフレーズごとに歌い方を細かく決め、地声とファルセットの切り替えも急に変化させるのではなく、徐々に違和感なく変えることとなった。技術的に難易度が高く、歌詞もやや重めのフレーズが多いために感情のコントロールにも苦労したため、これまでの楽曲の中でも特にレコーディングに時間がかかった。
また、第三者目線で歌う試みは初めてだったため、Plundererの収録前に収録を行なった2ndアルバム「PopSkip」の収録曲の中に第三者視点の曲を入れ、歌い方の感覚を掴んだ。

## ミュージック・ビデオ
ミュージックビデオのテーマは「星」。
スタジオではプロジェクションマッピングを用いて宇宙空間のようなものを演出し、目元に星のメイクを加え、スタジオに星のセットを用意するなどした。
これまでの伊藤のミュージック・ビデオとは異なり一つのスタジオで撮り切り、ストーリー性ではなくアーティストとして楽曲を表現するMVとなった。

## カップリング曲
作詞作曲を行なったゆいにしおは伊藤と同世代の女性で、「伊藤と面識のない同世代の女性が『伊藤美来』をテーマに楽曲を作ったら」と言うコンセプトで作られた。
意思の強い女性をイメージした曲で、彼氏に言われてピンクのワンピースを着るのはナンセンスだと思うような女の子が描かれている。
レコーディングではシンガーソングライターの書く独特のフェイクを新鮮な感覚で歌えた他、表題曲とは違った等身大で身近なテーマのため、競うことなく自然に歌うことができたと語っている。

## シングル収録内容
| #         | タイトル                           | 作詞       | 作曲       | 編曲      | 時間  |
| --------- | ---------------------------------- | ---------- | ---------- | --------- | ----- |
| 1.        | 「Plunderer」                      | 許瑛子     | 大畑拓也   | 岸田勇気  | 3:28  |
| 2.        | 「hello new pink」                 | ゆいにしお | ゆいにしお | 水口浩次  | 4:29  |
| 3.        | 「Plunderer」(off vocal ver.)      |            |            |           | 3:28  |
| 4.        | 「hello new pink」(off vocal ver.) |            |            |           | 4:27  |
| 合計時間: | 合計時間:                          | 合計時間:  | 合計時間:  | 合計時間: | 15:52 |

| #  | タイトル                      | 作詞 | 作曲・編曲 |
| -- | ----------------------------- | ---- | ---------- |
| 1. | 「Plunderer」(MV)             |      |            |
| 2. | 「Plunderer」(メイキング映像) |      |            |